# Зайченко Георгій Григорович
Георгій Григорович За́йченко (нар. 20 червня 1945, Київ) — український живописець, член Спілки радянських художників України з 1990 року. Чоловік Таїсії Зайченко, батько Олени Зайченко-Свєчникової.

## Біографія
Народився 20 червня 1945 року в місті Києві (нині Україна). З 1971 року працював викладачем у дитячій студії образотворчого мистецтва у Києві. 1978 року закінчив Московське вище художньо-промислове училище, де навчався, зокрема, у Григорія Захарова.

## Творчість
Працює у галузях станкового живопису (автор пейзажів, натюрмортів, портретів) і станкової графіки. Серед робіт:
живопис
- «Річка Псел» (1959);
- «Гуси» (1960);
- «Луг» (1960);
- «Абрамцево» (1963);
- «Соломенська церква. Київ» (1965);
- «У Лаврі. Київ» (1967);
- «Кладовищенська каплиця» (1972);
- «Кладовищенські ворота» (1972);
- «Автопортрет» (1975);
- «На Великдень» (1975);
- «Венеція» (1985);
- «Собор Святого Марка» (1991);
- «Париж. Опера» (1992);
- «Ізраїль. Віфлеєм» (1995);
- «Париж» (2000);
- «Ізраїль. Храм гробу Господнього» (2000);
- «Букет» (2000);
- «Японія. Канал» (2005);
- «Натюрморт із яблуками» (2005);
- «Хвиля» (2008);
- «Яблука» (2009);
- «Золоті ворота. Київ» (2010).

Автор графічної серії «Подорожі» (2002—2010).
Бере участь у всеукраїнських, зарубіжних мистецьких виставках з 1975 року. Персональні виставки відбулися у Нью-Йорку у 1981 році, Братиславі у 1983 році, Тулузі у 1988 році, Києві у 1990, 1992, 2000, 2005, 2008 роках, Парижі у 1991 році, Ессені у 1994 році.
Роботи знаходяться у колекціях художніх музеїв України, у фонді Музею Миколи Реріха у Нью-Йорку, у галереях Тбілісі, Єревана, приватних збірках.